# 5760 (ano hebraico)
5760 (hebraico: ה'תש"ס) foi um ano hebraico correspondente ao período após o pôr do sol de 10 de setembro de 1999 até ao pôr do sol de 29 de setembro de 2000 do calendário gregoriano.
| Mês judaico | Calendário gregoriano                                                                  |
| ----------- | -------------------------------------------------------------------------------------- |
| Tishrei     | após o pôr do sol de 10 de setembro de 1999 até ao pôr do sol de 10 de outubro de 1999 |
| Cheshvan    | após o pôr do sol de 10 de outubro de 1999 até ao pôr do sol de 9 de novembro de 1999  |
| Kislev      | após o pôr do sol de 9 de novembro de 1999 até ao pôr do sol de 9 de dezembro de 1999  |
| Tevet       | após o pôr do sol de 9 de dezembro de 1999 até ao pôr do sol de 7 de janeiro de 2000   |
| Shevat      | após o pôr do sol de 7 de janeiro de 2000 até ao pôr do sol de 6 de fevereiro de 2000  |
| Adar I      | após o pôr do sol de 6 de fevereiro de 2000 até ao pôr do sol de 7 de março de 2000    |
| Adar II     | após o pôr do sol de 7 de março de 2000 até ao pôr do sol de 5 de abril de 2000        |
| Nissan      | após o pôr do sol de 5 de abril de 2000 até ao pôr do sol de 5 de maio de 2000         |
| Iyyar       | após o pôr do sol de 5 de maio de 2000 até ao pôr do sol de 3 de junho de 2000         |
| Sivan       | após o pôr do sol de 3 de junho de 2000 até ao pôr do sol de 3 de julho de 2000        |
| Tammuz      | após o pôr do sol de 3 de julho de 2000 até ao pôr do sol de 1º de agosto de 2000      |
| Av          | após o pôr do sol de 1º de agosto de 2000 até ao pôr do sol de 31 de agosto de 2000    |
| Elul        | após o pôr do sol de 31 de agosto de 2000 até ao pôr do sol de 29 de setembro de 2000  |

## Dados sobre 5760
- Ano embolístico completo (shelemah): 385 dias
- Cheshvan e Kislev com 30 dias
- Ciclo solar: 20º ano do 206º ciclo
- Ciclo lunar: 3º ano do 304º ciclo
- Ciclo Shmita: 6º ano
- Ma'aser Ani (dízimo para os pobres)

## Fatos históricos
- 1930º ano da destruição do Segundo Templo
- 52º ano do estabelecimento do Estado de Israel
- 33º ano da libertação de Jerusalém